# مرز جنون (فیلم ۲۰۲۵)
مرز جنون یا شخصیت مرزی (انگلیسی: Borderline) یک فیلم کمدی دلهره‌آور آمریکایی محصول سال ۲۰۲۵ به نویسندگی و کارگردانی جیمی واردن با بازی سامارا ویوینگ، ری نیکلسون و اریک دین است.

## داستان
در فیلم مرز جنون سوفیا، خواننده‌ای مشهور، با فرار یک طرفدار وسواسی از بیمارستان روانی، زندگی‌اش به کابوس تبدیل می‌شود. این مرد، همراه با یک همدست بی‌رحم، قصد دارد سوفیا را به اجبار به ازدواج وادار کند. حالا، درحالی‌که همه‌چیز علیه اوست، سوفیا باید برای نجات جانش.

## تولید
فیلمبرداری در سپتامبر ۲۰۲۲ در ونکوور، کانادا آغاز شد. طبق گزارش‌ها، این فیلم در نوامبر وارد مراحل پساتولید شد.

## انتشار
این فیلم در ۱۴ مارس ۲۰۲۵ توسط مگنولیا پیکچرز در سینماها و پلتفرم‌های دیجیتال منتشر می‌شود.

## بازخوردها
- در وب‌سایت جمع‌آوری نقد راتن تومیتوز، از رای ۳۶ نقد منتقد، با میانگین امتیاز ۵٫۳ از ۱۰ مثبت است.[۸]
- در متاکریتیک، که از میانگین وزنی استفاده می‌کند، بر اساس رای پنج منتقد، امتیاز ۶۳ از ۱۰۰ را به فیلم اختصاص داد که نشان دهنده نقدهای «عموماً مطلوب» است.[۹]
- برنان کلاین از اسکرین رنت به این فیلم امتیاز ۷ از ۱۰ داد و همچنین بازی‌های سامارا ویوینگ و ری نیکلسون را تحسین کرد و در عین حال اشاره کرد که علیرغم نقص‌هایی مانند افتتاحیه «آهسته» و اجرای ناامیدکننده اریک دان، به‌طور مؤثر از بودجه محدود خود استفاده کرده است، و در نهایت اعلام کرد که این فیلم «همخوانی دارد و هم با موسیقی سازگار است».[۱۰]